# Petra Verkaik
Petra Verkaik (ur. 4 listopada 1966 w Los Angeles) – amerykańska modelka.
Rodzice Petry Verkaik pochodzą z Holandii (matka Indonezyjka/Holenderka, ojciec Holender). W roku 1989 wysłała swoje próbne zdjęcia do magazynu Playboy. W tym samym roku Petra została Miss Grudnia. W roku 1997 zdobyła nagrodę czytelników magazynu Playboy w kategorii "Modelka Roku". W styczniu 2000 czytelnicy wybrali ją jedną z Playmates XX wieku. Jest rekordzistką pod względem ilości występów w publikacjach Playboya. Ma ich na swym koncie ponad 70.
Lista specjalnych wydań Playboya z Petrą:
- Luty 1989: Playboy's Great Playmate Hunt
- Lipiec 1990: Playboy's Playmate Review Vol. 6
- Listopad 1990: Playboy's Book of Lingerie Vol. 16
- Grudzień 1990: Playboy's Wet & Wild Women
- Styczeń 1991: Playboy's Book of Lingerie Vol. 17
- Czerwiec 1992: Playboy's Girls of Summer '92
- Lipiec 1992: Playboy's Book of Lingerie Vol. 26
- Styczeń 1993: Playboy's Book of Lingerie Vol. 29
- Kwiecień 1993: Playboy's Bathing Beauties
- Maj 1993: Playboy's Book of Lingerie Vol. 31
- Lipiec 1993: Playboy's Wet & Wild Women
- Sierpień 1993: Playboy's Blondes, Brunettes & Redheads
- Sierpień 1993: Playboy's Video Playmates
- Styczeń 1994: Playboy's Book of Lingerie Vol. 35
- Marzec 1994: Playboy's Bathing Beauties
- Czerwiec 1994: Playboy's Girls of Summer '94
- Lipiec 1994: Playboy's Book of Lingerie Vol. 38
- Lipiec 1994: Playboy's Playmates at Play
- Wrzesień 1994: Playboy's Book of Lingerie Vol. 39
- Wrzesień 1994: Playboy's Wet & Wild Playmates
- Listopad: Playboy's Nudes
- Styczeń 1995: Playboy's Book of Lingerie Vol. 41
- Styczeń 1995: Playboy's Playmates in Bed Vol. 1
- Marzec 1995: Playboy's Bathing Beauties
- Maj 1995: Playboy's Hot Denim Daze
- Styczeń 1996: Playboy's Book of Lingerie Vol. 47
- Luty 1996: Playboy's Sexy Swimsuits
- Styczeń 1997: Playboy's Book of Lingerie Vol. 53
- Marzec 1997: Playboy's Book of Lingerie Vol. 54
- Kwiecień 1997: Playboy's 21 Playmates Vol. 2
- Czerwiec 1997: Playboy's Book of Lingerie Vol. 56
- Styczeń 1998: Playboy's Book of Lingerie Vol. 59
- Maj 1998: Playboy's Book of Lingerie Vol. 61
- Listopad 1998: Playboy's Playmate Tests
- Grudzień 1998: Playboy's Celebrating Centerfolds Vol. 1
- Styczeń 1999: Playboy's Book of Lingerie Vol. 65
- Maj 1999: Playboy's Natural Beauties Vol. 1
- Październik 1999: Playboy's Voluptuous Vixens Vol. 3
- Kwiecień 2000: Playboy's Natural Beauties Vol. 2
- Maj 2000: Playboy's Girls of Summer
- Lipiec 2000: Playboy's Book of Lingerie Vol. 74
- Wrzesień 2000: Playboy's Book of Lingerie Vol. 75
- Październik 2000: Playboy's Voluptuous Vixens Vol. 4
- Styczeń 2001: Playboy's Book of Lingerie Vol. 77
- Kwiecień 2001: Playboy's Nude Playmates
- Marzec 2002: Playboy's Book of Lingerie Vol. 84
- Kwiecień 2002: Playboy's Nude Playmates
- Luty 2003: Playboy's Natural Beauties Vol. 5
- Luty 2003: Playboy's Sexy 100
- Kwiecień 2003: Playboy's Nude Playmates
- Czerwiec 2003: Playboy's Blondes, Brunettes & Redheads
- Listopad 2003: Playboy's Playmates in Bed Vol. 7